# Графити Студио
Графити Студио е българска медийна компания, основана в София през 1993 г. Основната дейност включва превод, дублаж, озвучаване и субтитриране на ТВ програми, сериали, игрални, анимационни и документални филми, реклами, видео игри и др. 
Компанията извършва езикова локализация за аудиовизуално съдържание на всички регионални езици като албански, арменски, босненски, хърватски, чешки, естонски, гръцки, израелски, унгарски, латвийски, литовски, македонски, молдовски, черногорски, полски, румънски, руски, сръбски, словашки, словенски, турски, украински и други.
През годините студиото реализира и редица музикални проекти в сътрудничество с популярни български изпълнители и рок групи като „Белослава“, „Дичо“, „Щурците“, „Уикеда“, „Остава“, „Сигнал“, „Хиподил“ и др. За известен период Графити Студио се грижи и за маркетинга, мениджмънта и техническата поддръжка на клубовете О!Шипка (2001 – 2006) и „Алкохол“ (2006 – 2007), които предоставят сцена за авторска музика на млади български музиканти и състави.

## Български актьори
Студиото за дублаж работи с български актьори като Силвия Лулчева, Петя Силянова, Яна Огнянова, Христо Бонин, Кирил Бояджиев, Светлана Смолева, Василка Сугарева, Даниела Йорданова, Петър Върбанов, Мина Костова, Здравко Димитров, Петър Бонев, Живко Джуранов, Лина Шишкова, Борис Кашев, Константин Лунгов, Николай Пърлев, Станислав Пищалов, Цветан Ватев, Милена Живкова, Цанко Тасев, Здрава Каменова, Даринка Митова, Любомир Младенов, Кристиян Фоков, Росен Русев, Златина Тасева, Вилма Карталска, Симона Нанова, Лъчезар Стефанов, Мартин Герасков, Надя Полякова, Ралица Стоянова, Сава Пиперов, Владимир Колев, Александър Йорданов, Димитър Ангелов и други.

## Холивудски актьори
В Графити Студио са реализирани записи на оригинален диалог за филми с холивудски актьори като Антонио Бандерас, Бен Крос, Дейвид Тюлис, Джеймс Фрейн, Джоел Фрай, Морган Фрийман, Кенет Греъм, Матю ле Невез, Съливън Стейпълтън, Того Игава и др.

## Сериали
- „Випо – приключенията на летящото куче“
- „Земите на приматите“
- „Затворникът“
- „Лего Приятели“
- „Прасето Пепа“
- „Тайният живот на вомбатите“

## Филмови студиа
- Warner Bros

## Телевизии
- AXN
- BabyTV
- Discovery Channel
- ESPN
- Fox International Channels
- HBO
- Love Nature

## Стрийминг Платформи
- Disney+
- HBO Max
- Netflix
- Paramount+
- Prime video
- SkyShowtime

## Рекламни агенции
- Ogilvy
- Saatchi & Saatchi
- Leo Burnett

## Видео игри
- Atari
- Nintendo

## Технологични компании
- Amazon
- Google
- HP
- Microsoft
- Samsung